# خطاهای نرم‌افزاری
خطاهای نرم‌افزاری (انگلیسی: Bugs) یک مجموعهٔ تلویزیونی علمی-تخیلی درام و اکشن است که مابین سال‌های ۱۹۹۵ تا ۱۹۹۹ در ۴ فصل از شبکهٔ بی‌بی‌سی وان پخش شد.

## گزیدهٔ بازیگران
- ریچارد دوردن
- پولین مورن
- بث گدارد
- سیمون دورماندی
- رابرت ادی
- مایکل فیست
- جیمز کومس
- ایان مک‌نیس
- تام چدبان
- آنتون لسر
- هیو بونه‌ویل
- جرج روسی
- آدریان شیلر
- ادوارد جوسبری
- استیون یاردلی
- تِـرِور پیکاک
- پیتر گینس
- دیوید مک‌آلیستر
- ریچل شلی
- توگو ایگاوا
- لینزی بکستر